# 음악

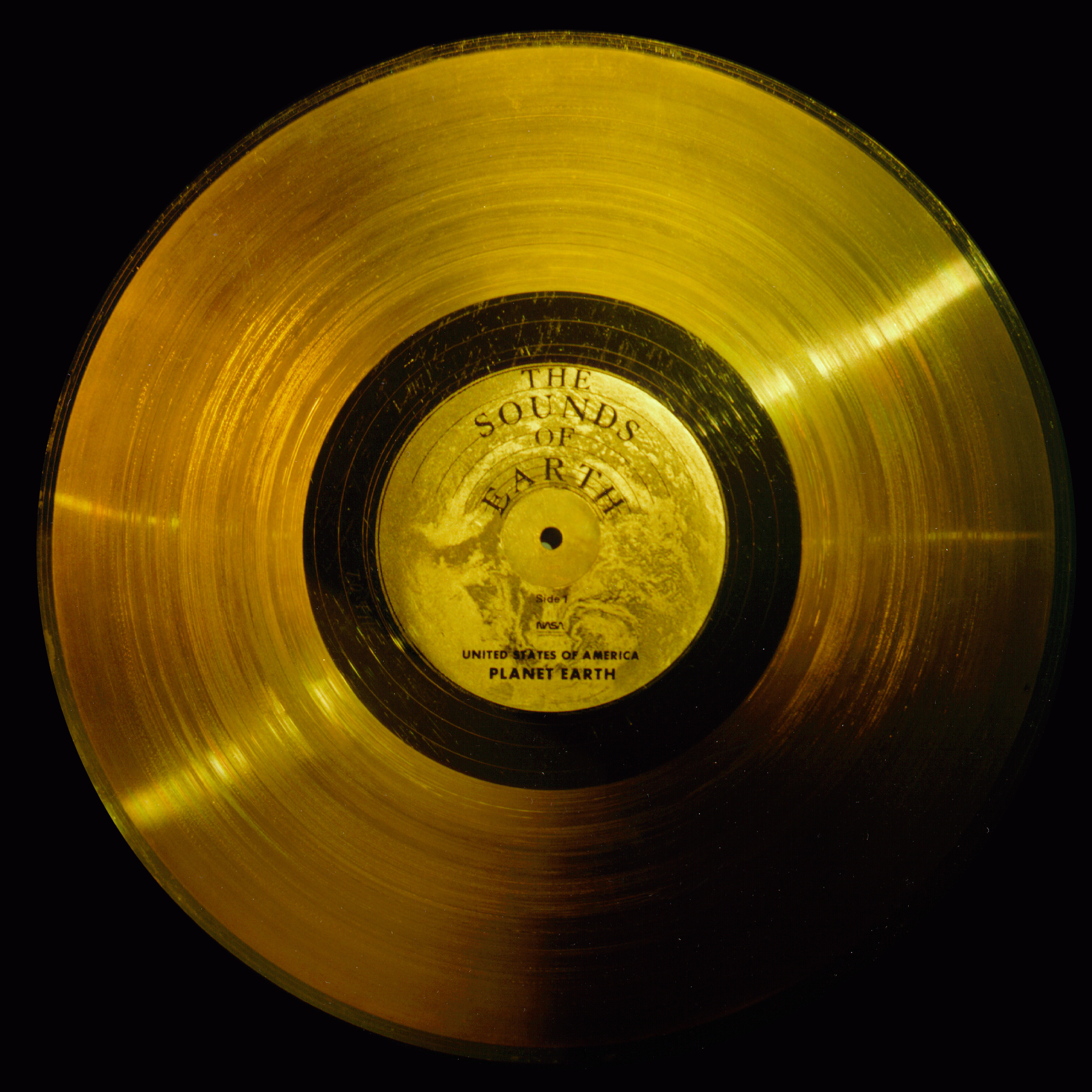
보이저 금제 음반의 홈이 있는 쪽은 보이저 프로그램인 보이저 계획을 따라 우주로 발사되어 전 세계의 음악이 수록되어 있다.

음악(音樂)은 소리를 재료로 하는 시간예술이다. 그러나 보존 및 표기는 시각적인 매체인 악보를 사용한다.
인간의 고도의 지성적, 감성적 활동의 산물인 음악은 인류의 문화 발전사에서 동서양을 막론하고 매우 일찍 인간 생활의 중요한 요소로 자리를 잡았고 인류 문화 발전의 총체적 원동력이 되어온 동시에 인류의 역사에 지대한 영향을 끼쳐왔다. 음악은 서양음악과 전통음악 등 지역별로, 고대음악과 현대음악 등 시대별로 구분할 수 있다. 일반적으로 사용하는 음악이란 단어는 순수한 음악을 지칭하는 단어이므로 음악에 대응되는 단어는 대중음악이다.
오늘날 음악의 분야는 음악작품을 창작하는 작곡 분야와 이를 재현해내는 연주 분야 그리고 악기 제작 및 음악과 관련된 연주 및 연주기획단체 및 여러 활동을 조직하는 일종의 재생산 분야 따위로 나눈다.
그러나 이러한 음악을 연구하는 학문은 음악사학이라고 하며 이는 인문학의 영역에 속한다. 음악사학은 음악을 생산, 재현, 재생산하는 분야와는 구별된다.

## 음악의 기원
음악이 역사상 언제부터 어떻게 발생되었는지는 확실하지 않다. 그러나 약 5만 년으로부터 1만 년쯤 전에 발생된 것으로 추정하고 있다. 그때는 음악이 주술이나 마술 등을 위해 발달하였고 마력적이라고 생각하였다. 악기로는 뼈로 만든 피리와 딱다기 등이 있었다. 음악이 동물의 울음소리를 따라 하기 위해 생겼을지도 모른다는 가설과 춤의 동작에 맞추기 위해 생겨났다는 가설 등이 있다. 그러나 자세한 것은 알려진 바가 없다.
다음은 가설의 종류이다.
- 동물의 울음소리를 따라 하려는 시도의 설
- 언어의 억양에 점차 높낮이가 뚜렷해짐으로 음악이 나왔다는 설
- 노동을 할 때 보조를 맞추기 위해 음악이 만들어졌다는 설
- 춤 동작에 맞추려고 만들어진 설

## 음악의 역사
전 세계를 통하여 오늘날과 같이 음악이 보편화된 시기는 없다. 세계 각지에서 개최되고 있는 각종 음악 연주회는 말할 것도 없고 방송, 레코드, 텔레비전 등의 대중 전달을 통하여 언제 어디서나 음악을 들을 수 있다. 그런데 이러한 음악을 이해하고 더욱 잘 감상하려면 무엇보다도 음악사를 알아야 한다.

## 음악의 연구
음악을 연구하는 학문을 음악사학이라고 하며 이는 기초 인문학의 영역에 속한다. 서양음악사학, 동양음악사학, 한국음악사학 등으로 구분된다.

## 악전
악전(樂典)은 음악의 구성 요소인 소리의 세기, 빠르기, 높이와 길이 등을 표기하는 약속이다.

### 서양 음악
- 소리의 세기: 음의 세기는 문자로 표시하며 p(피아노), f(포르테)와 같이 표기한다.
- 빠르기: 빠르기는 문자로 표시하며 안단테(느리게), 알레그로(빠르게) 등으로 표기한다.
- 높이와 길이: 음표를 사용한다.

### 한국 음악
한국 음악은 악전으로 정간보를 이용한다. 한 박을 하나의 사각형으로 표기하고 그 안에 음의 높이와 길이 등을 표기한다.

## 음악의 분류와 장르

### 지역별 구분

#### 동양 음악
- 한국음악
  - 종묘 제례악
  - 풍악
  - 민요
  - 사물놀이
  - K-POP
- 중국의 음악
  - 경극
  - 대성아악
  - 십부기
  - C-POP
- 일본의 음악
  - 가부키
  - 도가쿠
  - J-POP

#### 서양 음악
- 서양음악
- POP
- 로큰롤
- 컨트리 음악
- 재즈
- 블루스
- R&B
- 힙합

### 종교적 구분

#### 기독교 음악
- 찬송가
- 칸타타
- 그레고리안성가
- 미사곡
  - 일반 미사곡
  - 레퀴엠

#### 불교 음악
- 찬불가
  - 범패
  - 예사소리

### 시대별 구분

#### 고대 음악
- 성가

#### 중세 음악
- 모테트
- 민네장
- 세속가곡

#### 현대 음악
- 무조음악
- 컴퓨터음악
- 음렬음악
- 우연성음악
- 인용음악
- 색채음악
- 신낭만주의음악

### 음악의 형식에 따른 분류

#### 성악
- 소프라노
- 콜로라투라 소프라노
- 리릭 소프라노
- 드라마틱 소프라노
- 소프라노 수브레토
- 보이 소프라노
- 메조 소프라노
- 알토
- 테너
- 바리톤
- 베이스

#### 연주 악기에 따라서(기악)
- 교향곡 또는 관현악 합주
- 현악 합주
- 관악 합주

#### 연주하는 사람의 수에 따라서
- 독주
- 합주
  - 3중주
  - 4중주
  - 5중주
  - 앙상블
  - 오케스트라

#### 연주 음악의 종류에 따라서
- 오페라
- 오페레타

## 음악에 관련된 이론의 종류
- 작곡법
- 화성학
- 음향학
- 대위법
- 악식론
- 계이름
- 악기

## 같이 보기
- 음악사
- 음악사 연표
- 음악 이론
- 악기
- 음악가
- 소리
- 악보
- 작곡